# Manipel (liturgische Kleidung)

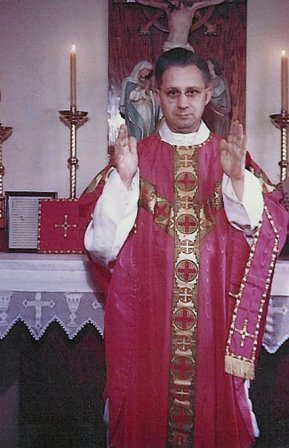
Priester mit Manipel am linken Arm

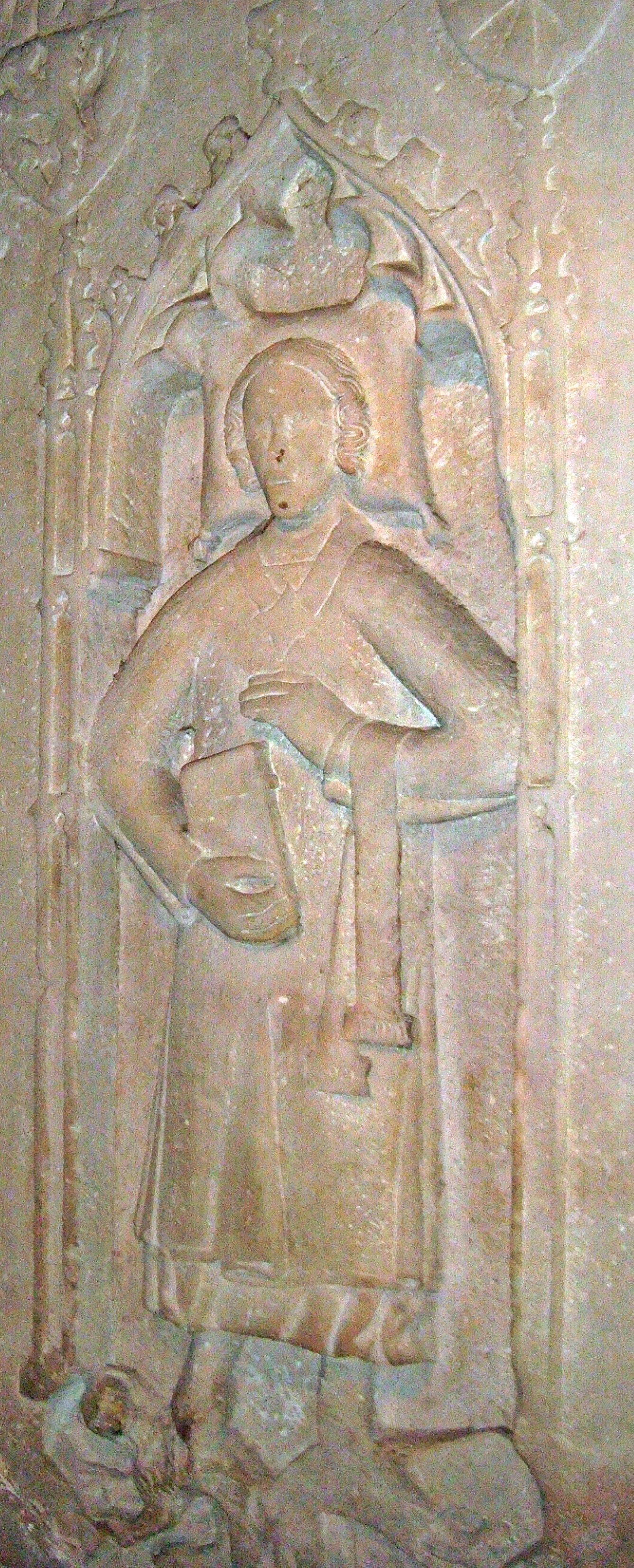
Historische Manipeldarstellung auf dem Grabstein des Wormser Domherrn Reinbold Beyer von Boppard († 1364)

Der Manipel (von lateinisch manipulus, von manus „Hand“: „Handtuch“) oder Sudarium (von lat. sudor „Schweiß“: „Schweißtuch, Taschentuch“) ist ein liturgisches Gewandstück, das von den Klerikern bei der Feier der Heiligen Messe angelegt wurde. Der Manipel wurde ab dem Weihegrad des Subdiakons getragen; für den Subdiakon war der Manipel das Insigne, das ihm der Bischof nach der Subdiakonenweihe in einem eigenen Ritus anlegte. 
Da im Zuge der Reformen nach dem Zweiten Vatikanischen Konzil das Tragen des Manipels nicht mehr vorgeschrieben wurde, kam dieser in der römisch-katholischen Kirche weithin außer Gebrauch. Erhalten geblieben ist er in Gemeinden und Gemeinschaften, die die Liturgie nach dem Missale Romanum von 1962 feiern.
Vereinzelt wird der Manipel auch von lutherischen Pfarrern verwandt, beispielsweise in der Missouri-Synode.

## Form, Trageweise und Gebrauch
Der Manipel ist streifenförmig, zwischen 5 und 10 cm breit, und wird am linken Unterarm getragen, so dass die Enden gleich lang herunterhängen. An den Enden kann er breiter werden; dies war in Italien üblich, wo Manipel insgesamt auch breiter waren. In der Mitte und an den Enden sind kleine Kreuze aufgestickt. Wegen der leichteren Tragbarkeit sind die beiden Hälften des Manipels in der Mitte geheftet oder miteinander vernäht, so dass ein Durchschlupf für den Arm entsteht. Der Manipel hat dieselbe liturgische Farbe wie das Messgewand.
Der Manipel wird nur zu Kasel, Dalmatik und Tunicella getragen, nie zum Pluviale. Er wird vom Priester vor der Stola angelegt, unter Umständen hilft ihm dabei der Diakon. Im Pontifikalamt legt der Diakon dem Bischof den Manipel nach dem Confiteor an.
Mit dem Manipel wird jeweils die linke Hand verhüllt, wenn man damit liturgische Geräte (Kelch, Hostienschale, leere Monstranz) und die liturgischen Bücher überreichte.

## Geschichte
Ursprünglich war der Manipel eine Art Schweiß-, Hand- oder Mundtuch. Später wurde aus ihm ein Etikettetuch, mit dem der Römische Kaiser durch Fallenlassen das Zeichen für den Beginn der Zirkusspiele gab. Ob es auch von den Klerikern der frühen Kirche als Etikettetuch, das heißt als Zeichen feiner Sitte, übernommen wurde oder diesen von Anfang an als Insigne diente, ist nicht abschließend geklärt.
Spätestens ab dem 11. Jahrhundert war der Manipel jedoch endgültig Rangabzeichen der höheren Weihestufen ab dem Subdiakonat. Subdiakone wurden bei ihrer Weihe mit dem Manipel investiert. Schon zu dieser Zeit hatte er aber seinen ursprünglichen Sinn verloren und war zum bloßen Zierstreifen geworden. Er galt – da aus einem Schweißtuch hervorgegangen – auch als Symbol der Mühe, Arbeit und Schweiß im priesterlichen Amt.
Nachdem durch Beschlüsse des Zweiten Vatikanischen Konzils die liturgische Kleidung vereinfacht worden war, kam der Manipel außer Gebrauch. Dementsprechend kommt es bei Feier der ordentlichen Form des römischen Ritus nur selten vor, dass ein Priester den Manipel trägt; abgeschafft ist er jedoch nicht. Wenn die heilige Messe in der tridentinischen Messe gefeiert wird, ist der Gebrauch des Manipels üblich.